# Internet Architecture Board
Az Internet Architecture Board (IAB) az Internet Engineering Task Force (IETF) bizottsága és az Internet Society (ISOC) tanácsadó testülete. Feladatai közé tartozik az IETF tevékenységeinek architektúrális felügyelete, az Internet Szabványosítási Eljárás felügyelete és vitakezelése, valamint az RFC-k szerkesztőjének kinevezése. Az IAB felelős az IETF protokoll paraméter-nyilvántartások kezeléséért is." 
A testületet, amely végül IAB lett, eredetileg az Egyesült Államok Védelmi Minisztériuma Védelmi Fejlett Kutatási Projektek Ügynöksége (DARPA) hozta létre 1979-ben Internet Configuration Control Board (ICCB) néven. Később, 1983-ban, az ICCB-t dr. Barry Leiner (Vint Cerf utódja a DARPA-nál) átszervezte egy sor munkacsoport köré, figyelembe véve az internet különböző technikai szempontjait. Az újraszervezett csoport neve Internet Activities Board (IAB) lett. Végül 1992 januárjában az ISOC irányításával Internet Architecture Board néven vált az internet irányítás átmenetének részeként az Egyesült Államok kormányzati szervezetéből egy nemzetközi, nyilvános szervezetté. 

## Aktivitása
Az IAB felelős a következőkért: 
- Az internetes protokollok és eljárások architekturális felügyeletének biztosítása.
- Kapcsolattartás más szervezetekkel az Internet Engineering Task Force (IETF) nevében.
- Az internetes szabványosítási folyamatok vitakezelése.
- Internetes szabványok (RFC sorozat) és protokoll paraméterek hozzárendelésének kezelése.
- Az IETF elnökének és az IETF területi igazgatóinak megerősítése.
- Az Internet Research Task Force (IRTF) elnökének kiválasztása.
- Tanácsadás és útmutatás az Internet Society számára.

Munkájában az IAB a következőkre törekszik: 
- Biztosítsa, hogy az internet megbízható kommunikációs eszköz legyen, amely szilárd technikai alapot nyújt a magánélethez és a biztonsághoz, különösen az átfogó megfigyelés fényében.
- Határozza meg az internet technikai irányát, amely több milliárd ember számára teszi lehetővé a csatlakozást, támogassa a dolgok internetének (IoT) jövőképét és tegye lehetővé a mobilhálózatok virágzását, miközben őrizze meg azokat az alapvető képességeket, amelyek az internet sikerének alapját képezték.
- Támogassa a technikai fejlődését egy különleges ellenőrzések nélküli nyílt internetnek, különösen kerülve, hogy az ellenőrzések akadályozzák a hálózatba vetett bizalmat.

## További irodalom
- Carpenter, Brian (szerkesztő): Charter of the Internet Architecture Board (RFC 2850, 2000. május)
- Kozierok, Charles: The TCP/IP Guide  (2005. szept.)
- Comer, Douglas: Internetworking with TCP/IP vol I: Principles, Protocols, and Architecture (1991)

## Fordítás
- Ez a szócikk részben vagy egészben  az   Internet Architecture Board című angol Wikipédia-szócikk ezen változatának fordításán alapul.  Az eredeti cikk szerkesztőit annak laptörténete sorolja fel. Ez a jelzés csupán a megfogalmazás eredetét és a szerzői jogokat jelzi, nem szolgál a cikkben szereplő információk forrásmegjelöléseként.